# Sergio Carlos Matos
Sergio Carlos Matos Castro (15 de febrero de 1976) es un pedagogo y político español. Ha ocupado diversos cargos políticos, llegando a ser alcalde de Santa Cruz de La Palma durante dos periodos.

## Biografía
Sergio es licenciado en pedagogía social por la Universidad de Oviedo (1995-2000). Desempeño su labor profesional en el ámbito de los servicios sociales, tanto en materia docente como de coordinación de programas de formación. En 2005 comenzó a desempeñar la labor de asesoría política dentro del grupo Socialista del Cabildo Insular de La Palma.
Ha llegado a ser alcalde del municipio de Santa Cruz de La Palma durante dos periodos, de 2011 a 2014 y de 2015 a 2019.
Fue senador de en las Cortes Generales de España por la circunscripción de la Palma durante la XIII legislatura.
De 2021 a 2023 fue Coordinador de Acción Social en la Oficina de Atención a Damnificados por el volcán de La Palma tras la erupción volcánica de La Palma de 2021.
El 5 de diciembre de 2024 anunció a través de sus redes sociales la renuncia a su acta como diputado nacional por motivos personales.